# Musca pertinax
Musca pertinax är en tvåvingeart som först beskrevs av Carl von Linné 1764.  Musca pertinax ingår i släktet Musca, ordningen tvåvingar, klassen egentliga insekter, fylumet leddjur och riket djur.
Artens utbredningsområde är Sverige. Inga underarter finns listade i Catalogue of Life.